# Cloreto de sódio

Célula básica da estrutura de um cristal de sal (NaCl). Note-se a ordenação dos átomos.

O cloreto de sódio, popularmente conhecido como sal ou sal de cozinha, é uma substância largamente utilizada, formada na proporção de um átomo de cloro para cada átomo de sódio. A sua fórmula química é NaCl. O sal é essencial para a vida animal e é também um importante conservante de alimentos e um popular tempero.
O sal é produzido em diversas formas: sal não refinado (como o sal marinho), sal refinado (sal de cozinha), e sal iodado. É um sólido cristalino e branco nas condições normais.
Cloreto de sódio e íons são os dois principais componentes do sal e são necessários para a sobrevivência de todos os seres vivos. O sal está envolvido na regulação da quantidade de água do organismo. O aumento excessivo de sal causa risco de problemas de saúde como a hipertensão arterial.

## Obtenção
Atualmente a água do mar, lagos, rios, e rochas podem conter sal.
O processo de fabricação do sal é físico e não químico, dando-se por dissolução de sal gema com água quente injetada nas jazidas para a produção de salmoura. Posteriormente, procede-se à concentração, etapa que também é realizada com a água do mar e de lagos salgados, a cristalização do cloreto de sódio e a colheita e sua lavagem, e se adequado, refinação e adição de compostos contendo iodo para o consumo humano. [carece de fontes?]
Cloreto de sódio para uso industrial é obtido por processos mais complexos e cuidadosos que incluem etapas como as seguintes:
- Evaporação e concentração da salmoura por evaporação da salmoura de NaCl em instalações de duplo e simples efeito. Nas plantas deste processo, que incluem a produção conjunta de carbonato de sódio a fonte do vapor necessário é, na quase totalidade, obtida por um recuperador de vapor, dos líquidos quentes provenientes da fabricação de carbonato de sódio.
- Decantação e centrifugação dos cristais obtidos de cloreto de sódio, quando a suspensão de cristais obtida é decantada e separada a fase líquida ("águas mães"). A fase mais densa é centrifugada, sendo separadas as restantes águas mães e obtém-se o cloreto de sódio húmido, com teor de água de 2 a 3%.
- Secagem e peneiração do sal quando a secagem em leito fluidizado e a obtenção de granulação adequada por peneiração alimentam o processo de embalagem e o carregamento a granel do produto acabado.

## Aplicações
Embora a maioria das pessoas esteja familiarizada com os vários usos do sal na culinária, ou em outros modos, desconhece que a substância é utilizada em várias outras aplicações, como a manufatura de papel e a produção de sabão e detergentes.
No norte dos Estados Unidos e na Europa são utilizadas grandes quantidades de sal para limpar as rodovias do gelo durante o Inverno, pois este baixa a temperatura do ponto de fusão da água. A temperatura de fusão da água é de 0 °C mas, quando o sal entra em contacto com o gelo, a fusão ocorre a uma temperatura inferior a esta.
É utilizado em larga escala na produção de hidróxido de sódio, cloro, hidrogênio e indiretamente ácido clorídrico por eletrólise de sua solução aquosa (processo cloro-álcali).
O sal também é utilizado para a produção de gás cloro e de sódio metálico, através da eletrólise ígnea. Além disso, este mineral é o de maior utilidade aplicada entre todos, sendo utilizado em mais de 16 mil formas diferentes.